# Јака Лакович
Јака Лакович (словен. Jaka Lakovič; Љубљана, 9. јун 1978) бивши је словеначки кошаркаш, а садашњи кошаркашки тренер. Играо је на позицији плејмејкера. Тренутно је главни тренер Гран Канарије.

## Каријера
Каријеру је започео 1996. године у љубљанском Словану, одакле је 2001. отишао у Крку. С Крком је те сезоне играо Евролигу, али екипа није прошла даље од регуларног дела првенства. Лакович је предводио своју екипу са 20,9 поена и 3,8 асистенција по утакмици.
Добрим играма привукао је пажњу многих европских клубова и већ 2002. године је потписао за Панатинаикос из Атине. У Панатинаикосу је провео четири сезоне и освојио четири домаћа првенства и три купа. Најбољу сезону имао је 2004/05, када је у грчком првенству, купу и доигравању освојио награде за најкориснијег играча (МВП).
Године 2006. отишао је у Барселону, где је остао до 2011, када је потписао за Галатасарај. У турском тиму је остао до јануара 2013, када је потписао за италијански Авелино. У Авелину је започео и наредну 2013/14. сезону, али у децембру 2014. је прешао у екипу Газијантепа, где је провео остатак сезоне. Последњу сезону је одиграо у екипи Барселоне Б.

## Репрезентација
Лакович је дугогодишњи члан репрезентације Словеније. Са њима је наступао на два Светска првенства, 2006. и 2010, и шест узастопних Европских првенстава — 2001, 2003, 2005, 2007, 2009, 2011. године.

## Играчки успеси

### Клупски
- Панатинаикос:
  - Првенство Грчке (4): 2002/03, 2003/04, 2004/05, 2005/06.
  - Куп Грчке (3): 2002/03, 2004/05, 2005/06.

- Барселона:
  - Евролига (1): 2009/10.
  - Првенство Шпаније (2): 2008/09, 2010/11.
  - Куп Шпаније (3): 2006/07, 2009/10, 2010/11.
  - Суперкуп Шпаније (2): 2009, 2010.

### Појединачни
- Идеални тим Евролиге — друга постава (1): 2004/05.
- Најкориснији играч Првенства Грчке (1): 2004/05.
- Најкориснији играч Купа Грчке (1): 2005.

### Репрезентативни
- Европско првенство до 20 година:  1998.

## Тренерски успеси
- Гран Канарија:
  - Еврокуп (1): 2022/23.